# Irena Joveva
Irena Joveva (ur. 26 lutego 1989 w Kranju) – słoweńska dziennikarka i polityk, posłanka do Parlamentu Europejskiego IX i X kadencji.

## Życiorys
Absolwentka stosunków międzynarodowych na wydziale nauk społecznych Uniwersytetu Lublańskiego, w 2017 uzyskała magisterium na tej uczelni. Pracę w dziennikarstwie zaczęła w ramach agencji prasowej STA. W 2014 jako debiutantka została wyróżniona przez krajowe stowarzyszenie dziennikarzy (Društvo novinarjev Slovenije). Później związana z komercyjną telewizją POP TV, została prowadzącą jej program informacyjny 24UR.
W 2019 zaangażowała się w działalność polityczną w ramach Listy Marjana Šarca, otrzymała wówczas pierwsze miejsce na liście kandydatów tego ugrupowania w wyborach europejskich. W wyniku głosowania z maja tegoż roku uzyskała mandat eurodeputowanej IX kadencji. W 2024 z powodzeniem ubiegała się o reelekcję z ramienia Ruchu Wolności.